# USS Method (AM-264)
USS Method (AM-264) – trałowiec typu Admirable służący w United States Navy w czasie II wojny światowej. Służył na Atlantyku. Przekazany Związkowi Radzieckiemu w programie lend-lease służył na Pacyfiku.
Stępkę okrętu położono 7 czerwca 1943 w stoczni American Ship Building Co. w Lorain (Ohio). Zwodowano go 23 października 1943, matką chrzestną była K. C. Thorton. Jednostka weszła do służby 10 lipca 1944, pierwszym dowódcą został Lt. M. A. Cartwright.
Brał udział w działaniach II wojny światowej. Przekazany Związkowi Radzieckiemu, służył jako T-276.